# Vakorosnička rohatá

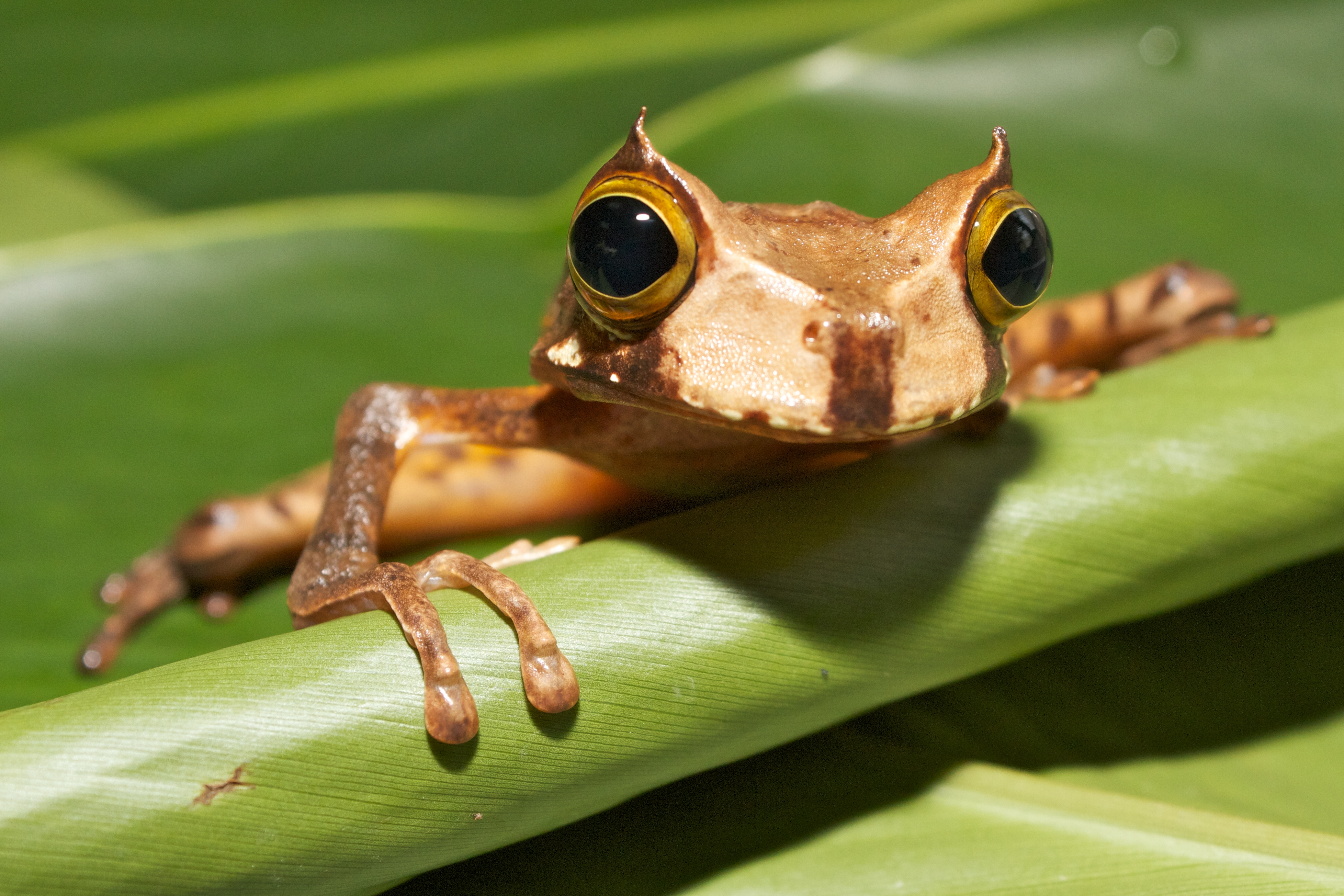
Vakorosnička rohatá z čela

Vakorosnička rohatá (Gastrotheca cornuta) je středně velká, stromová žába, která žije i rozmnožuje se bez potřeby tekoucí či stojaté vody. Neobvyklé je u ní rozmnožování, oplodněná vajíčka nosí na zádech ve vaku, ze kterého vylezou za dva až dva a půl měsíce malé žabky. Je nočním druhem a den prožívá v klidu v korunách listnatých stromů.

## Rozšíření
Druh je znám z tropických deštných pralesů na jihu Střední Ameriky a na severozápadě Jižní Ameriky. Obývá špatně přístupné lesy u východního pobřeží v Kostarice, v celé Panamě a v západních oblastech Kolumbie a Ekvádoru, kde žije velice rozptýleně.
Vyskytuje se v močálovitých nížinatých i horských listnatých lesích v nadmořské výšce od 100 po 1000 m n. m. Je to noční tvor, jenž obývá původní i druhotné lesy v blízkosti potoků nebo jezírek, nevyskytuje se na otevřených, bezlesých plochách. Žije velmi skrytě a na těžce přístupných místech, je velmi plachý a nepříliš zjevný živočich a v některých oblastech uplynou i desetiletí, než je opět spatřen. Obývá vlhké biotopy, neboť jako u většiny obojživelníků nejsou vakovité plíce příliš účinné a část potřeby kyslíku je pokrývána dýcháním za pomoci vlhké kůže.

## Popis
Vakorosnička rohatá je žába se středně robustním tělem, samci jsou průměrně velcí 6,5 cm a samice 7 cm, měřeno od čelistí po kloaku. Během dne jsou její záda tmavě hnědá, boky světle krémové s hnědými skvrnami, hrdlo hnědé, břicho a části končetin jsou světle narůžovělé nebo světle hnědé, dále má podočnicovou krémová skvrnu a nadkloakální stejně zbarvený pruh Tento druh dokáže v závislosti na intenzitě osvětlení měnit svou barvu, v noci bývá žába světle nažloutlá, šedavá či olivová a má krémové břicho a boky. Mezi neměnné znaky zbarvení patří osm až patnáct úzkých, tmavě hnědých linií vedoucích příčně přes záda.
Hlava je širší než delší, je mírně stlačená, shora je čenich tupý, zaoblený a v profilu tupý. Horní oční víčka mají vztyčené kožovité, trojúhelníkové štítky vypadající jako malé rohy, odtud druhové jméno cornuta (rohatá). Duhovky očí jsou po obvodě bronzové a ve středu krémově žluté nebo olivově zelené. Vnější ušní bubínky jsou málo zřetelné a ne větší než polovina průměru oka. Přední nohy jsou středně tenké a mají dlouhé úzké prsty se širokými přísavnými polštářky (přísavkami). Zadní nohy jsou dlouhé, prsty mají částečně plovací blány a na patě vyrůstá trojúhelníkovitá ostruha. Samci mají jen mírně roztažitelný vnitřní hlasový rezonanční měchýřek a v dospělosti jim narostou na spodní části palců na předních končetinách tzv. pářící mozoly sloužící k přidržení samice při páření. Samice má na zádech pod kůži multikomorový plodový vak, jehož vnitřní plocha je velmi prokrvená a spojená s krevním oběhem.
Jsou to noční masožravci, kteří se živí hlavně hmyzem a jinými malými bezobratlými. Jsou poměrně tiší, běžně se ozývají jen samci před pářením, pro které nemají vyhrazeno jen určité roční období.

## Hlasový projev
Samec svým krátkým zvoláním v podvečer nebo v noci láká samici k páření. Volání je popisováno jako "puknutí" připomínající vytažení korkové zátky z láhve. Tento zvuk o frekvenci 0,8 kH trvá jen 80 milisekund a bývá vydáván někdy i dvakrát po sobě, rozestup mezi jednotlivými voláními bývá 8 až 12 minut.

## Rozmnožování
Tento druh žáby se množí přímým vývojem, z vajíček jež jsou během oogeneze vícejaderná, se vyvinou mladé žáby bez etapy pulců. Tento vývoj probíhá ve vaku na zádech samice.
Samice v klasické poloze (amplexu) se samcem na zádech snáší postupně vajíčka, samec každé po snesení oplodní a zadníma nohama vloží do vaku na zádech samice, vajíček bývá pět až dvacet. Tato vajíčka jsou jedna z největších, která obojživelníci kladou, bývají velká až 1 cm. Vyvíjející se embryo je ve vaku v samostatné komůrce a dýchá vlastními žábrami. K tělu přilehlá část vaku je velmi prokrvená, embryo je takto patrně spojeno s krevním oběhem samice. Po 60 až 80 dnech vylezou z vaku mladé žabky o velikosti asi 1 cm a každá jde svou cestou.

## Ohrožení
Počty těchto žab se stále snižují a z některých původních oblastí se zcela vytratily. Trvale klesající populační trend je příčinou, že vakorosnička rohatá je považována IUCN za  ohrožený druh (EN). Drastický úbytek tohoto druhu má na svědomí jak likvidace zalesněných oblastí lidmi, tak i šířící se infekční onemocnění obojživelníků houbovitou chorobou chytridiomykózou. Při ní houby rodu Batrachochytrium napadají kůži žab a tím znemožňují jejich dýchání skrz vlhkou kůži.